# Evilution
Evilution es una película estadounidense de terror de 2008, dirigida por Chris Conlee, escrita por Brian Patrick O’Toole, musicalizada por Alan Howarth, en la fotografía estuvo Mathew Rudenberg y los protagonistas son Eric Peter-Kaiser, Tim Colceri, Sandra Cortez y Noel Gugliemi, entre otros. El filme fue producido por Black Gate Entertainment, Damian Collier Entertainment y Island Gateway Films; se estrenó el 28 de septiembre de 2008.

## Sinopsis
Darren Hall, es un capitán y científico que se transformará en un renegado luego de sustraerle al gobierno una botella de medicina, la cual tiene una "inteligencia extraterrestre", él cree que va a poder comunicarse con ella.